# Rhesala nigeriensis
Rhesala nigeriensis is een vlinder uit de familie van de spinneruilen (Erebidae). De wetenschappelijke naam van deze soort is voor het eerst voorgesteld als Rhesalides nigeriensis door George Francis Hampson in een publicatie uit 1926.
De soort komt voor in Sierra Leone, Ivoorkust, Nigeria, Oeganda en Tanzania.